# Мариля Вольська
Мариля Вольська (пол. Maryla Wolska; 13 березня 1873, Львів — 25 червня 1930, там само) — польська поетеса періоду «Молодої Польщі». Писала під псевдонімом Іво Пломенчик.

## Життєпис

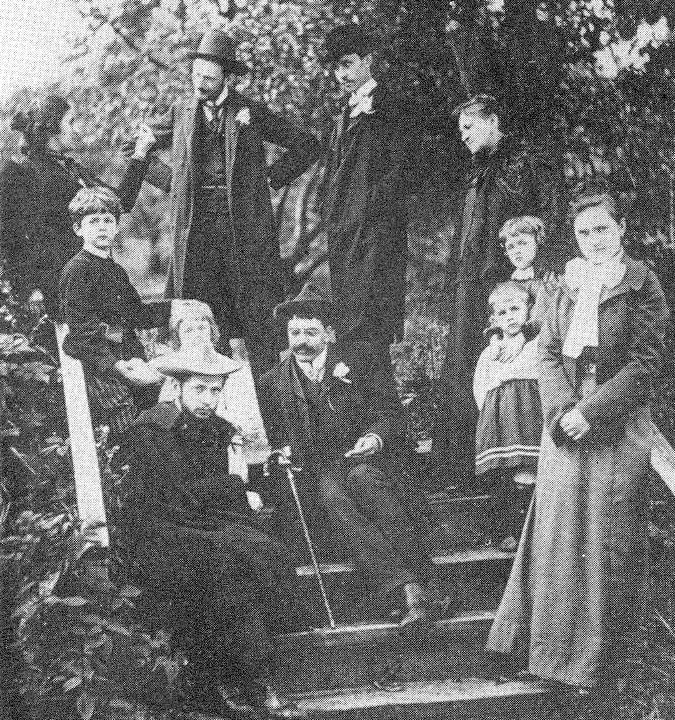
«Планетники» Стоять зліва на право: Юзефа Альбіновська, Юзеф Руффер, Антоні Станіслав Мюллер, Мариля Вольська, сидять: Остап Ортвін і Леопольд Стафф і діти Марилі Вольської

Мариля була дочкою Ванди та Кароля Млодницьких, що проживали у центрі Львова в будинку № 16 по вулиці Хорунщина нижча (нині Вулиця Джохара Дудаєва). Її мати, Ванда (уроджена Монне), була нареченою Артура Гроттгера (до його смерті, тобто 13 грудня 1867 року), тоді як її батько був художником і другом Гроттгера. Упродовж 30 років будинок Млодницьких був місцем зустрічей артистів та інтелектуалів Львова. Кароль займався переважно викладацькою роботою, а Ванда займалася проєктуванням медалей. Тож Мариля виросла в атмосфері мистецтва. Навіть її хрещеними були люди мистецтва: художник Родаковський та його пасербиця Леонія Блюхдорн були в одній парі, поет Корнель Уєйський і Леонія Севінська в іншій. Недарма вона займалася обома цими видами мистецтва з юності.
Вілла «Засвіття» біля підніжжя Львівської цитаделі (нинішня вул. Каліча Гора, 24), недалеко від Оссолінеуму, де вона мешкала, була місцем поетичних зустрічей групи «Планетники» (пол. «Płanetnicy»), до якої вона належала, серед інших Леопольд Стафф, Едвард Порембович, Юзеф Руффер, Ян Захрадник та Остап Ортвін.
Найпопулярнішою її роботою стала книга віршів «Глечик малини», видана в 1929 році. У своїй роботі вона часто використовувала імпресіоністичні теми.
В шлюбі з промисловцем та винахідником інженером Вацлавом Вольським, у неї було п'ятеро дітей: троє синів (Людвік, Казімєж та Юліуш) та дві доньки (Беата та Аніела). Найталановитішого літературного сина Людвіка вбили в 1919 році, наймолодший — Юліуш, помер у 1926 році. Беата (Обертинська) була поетесою і прозаїком, Аніела (Лела) Павліковська — художницею.

Померла Мариля Вольська у Львові 13 березня 1930 року. Похована на Личаківському цвинтарі у родинній могилі родин Млодницьких та Вольських.

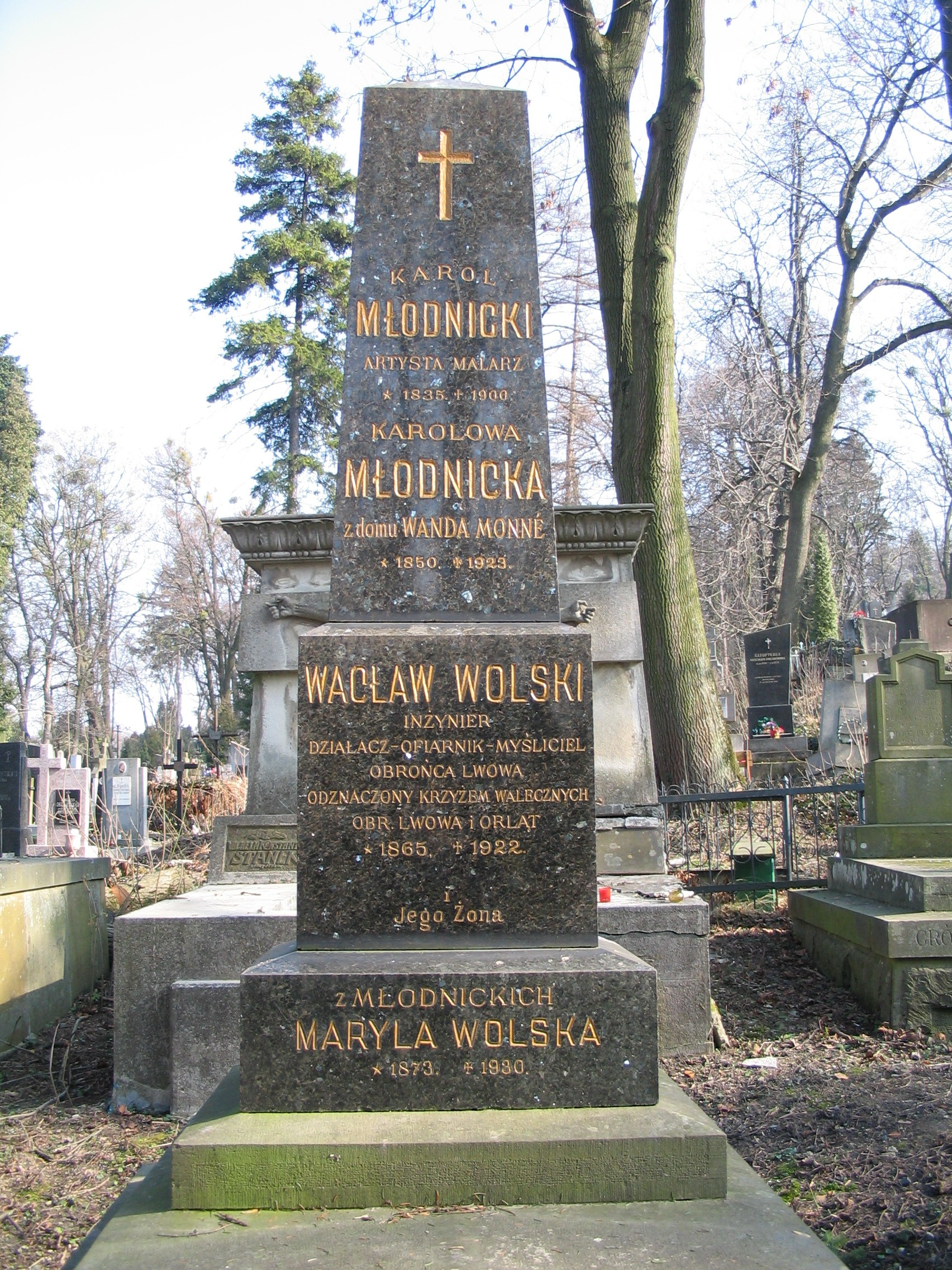
Могила родини Млодницьких та Вольських на Личаківському цвинтарі

## Публікації
- 1901 — Осіння симфонія[5].
- 1902 — Тема Варі[6].
- 1903 — Свято Сонця[7].
- 1905 — З вогнів купальних[8].
- 1907 — Сванта: казка про правду[9].
- 1910 — Дівчата[10].
- 1928 — Артур і Ванда, історія кохання Артура Гроттгера та Ванди Монне. Листи — спогади — опублікували Мариля Вольська та Міхал Павліковський[11].
- 1929 — Глечик малини[12].